# アージュン (戦車)
アージュン、またはアルジュン（ヒンディー語: अर्जुन、タイ語: อาจัน）は、インドが開発した第三世代主力戦車である。名前のアージュンは『マハーバーラタ』の主要人物である戦士アルジュナに因む。主砲に国産の長砲身55口径120ｍｍライフル砲と、複合装甲を備えた重量58.5トンの主力戦車である。砂漠のフェラーリの異名をもつ。
アージュン Mk-Iと、現在、開発中のアージュン Mk-IIがある。

## 開発の経緯

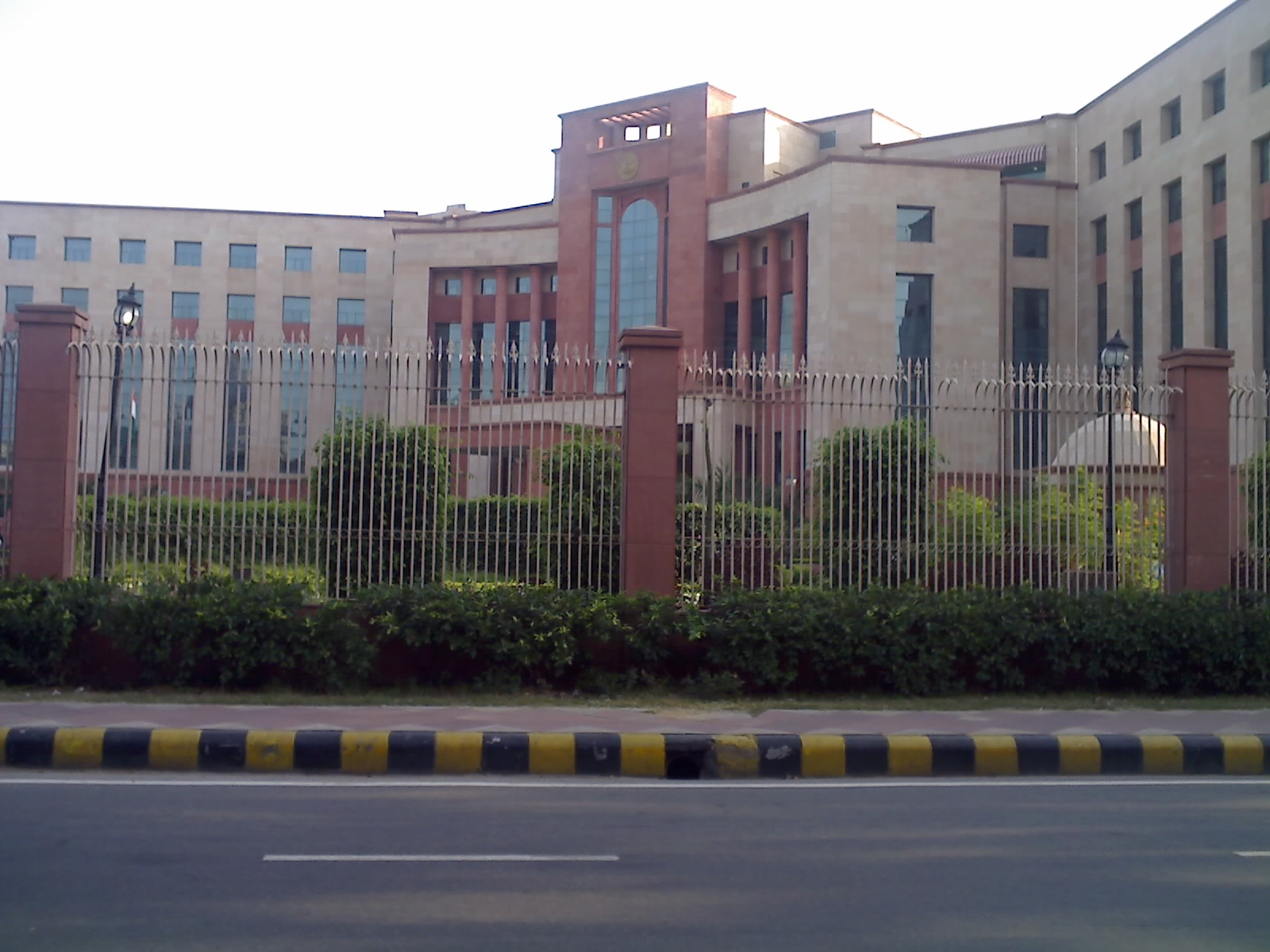
国防研究開発機構「DRDO」本社

インドで1974年に戦車開発が始まったのは、戦車の技術開発能力と製造の国産化を獲得することが目的であった。当初のインド陸軍の要求内容は、第二世代(戦闘重量40トン台、105mmクラスの主砲、800馬力級）クラスに相当する戦車であって、ほぼ、すべての軍の要求を満たした試作車両を開発したのだが、1970年代末になると第三世代主力戦車のレオパルト2の登場や、また、パキスタンのM1エイブラムス戦車の導入計画を知ったインド軍は、計画を白紙に戻して要求を変更した。新しい要求は戦闘重量55トン、120ｍｍ級の主砲、複合装甲、1,500馬力級のガスタービンエンジンという極めて高度なもので、しかもこれらを独力で導入しようとしたので開発は難航したが、コンサルティングにレオパルト2を開発した西ドイツのクラウス＝マッファイ社を招き、初期段階における設計支援を提供した。
1984年に6台の試作車両が完成したが、複合装甲は未完成で駆動部は仮製のものを搭載する有様であった。その後も、42種類もの駆動部の組み合わせの試験に1983年から1989年までを費やすなど試験に手間取り、1987年末に10両の追加試作車両が完成。インド陸軍での試験と、国防研究開発機構「DRDO」の戦闘車両·研究開発部門（CVRDE）での追加開発が行なわれ、1993年3月に射撃試験に成功。
1996年1月9日にアージュンは正式に発表された。32両の初期量産車両が完成したのは1998年のことであった。

### 国産主砲と車体の開発
主砲の55口径120mmライフル砲と車体、足回りのハイドロニューマチック・サスペンション、武器と弾薬システムも含め、国防研究開発機構「DRDO」が開発した。
主砲の55口径120ミリライフル砲'は、インド国産であり新開発のAPFSDS弾や、HEAT弾、HESH弾の各種砲弾を発射することが出来る。
上下左右にスタビライズされており、射撃統制装置はレーザー測距儀、弾道計算機、熱線映像装置、パノラマ照準器、環境センサー（砲塔前方部中央に突き出ている）、自動消火システム、NBC（核・生物・化学）防護装置等々は、いずれもインド国産である。射撃テストでは、1,200m離れた固定/移動目標に主砲弾を命中させている。主砲弾は39 発を搭載する。
副武装はライセンス生産されているNSVT 12.7 mm重機関銃をキューポラに1丁、PKT 7.62mm機関銃を主砲同軸に1丁装備する。銃弾は12.7mm銃弾を1,000発、7.62mm銃弾を3,000発搭載する。
エンジンは、12気筒の可変圧縮比空冷ディーゼルエンジンが試作されたが、予定出力を大幅に下回り、独MTU社製の4ストロークV型10気筒液冷ターボチャージド・ディーゼルを載せた。変速機も独レンク社製のRK304自動変速機を搭載し、転輪は7個で、独ディール社製覆帯と相まって72 km/hの快速を発揮する。なお、過給機のターボチャージャーもインド製に換装されている。
砲塔はレオパルト2と同様の垂直面が多用され、砲塔の旋回と主砲の俯仰は電動式である。C4ISR機能、車体前部には、T-72と同様のV字型水切り板が取り付けられており、車体後部にはロシア系戦車と同じ円筒型の追加燃料タンクが搭載可能である。
乗員は4名で操縦席は車体前部右側のである。他の3名は砲塔に座り、右側には砲手・車長が前後に座り、砲塔左側に装填手が座る。エア・コンディショナーも装備してある。

### 複合装甲の開発
装甲はインド国防冶金研究所（DMRL）で開発されたカンチャン・アーマーという独自の複合装甲を装備する。車体はサイドスカートを有しており、砲塔はレオパルト2と同様の垂直面が多用されているが、側面は着脱式モジュール構造の複合装甲になっている。
カンチャン・アーマーは、試験においてロシア製52口径125mm滑腔砲やイスラエル製44口径120mm滑腔砲より発射されたAPFSDS弾、HEAT弾などに対して直撃でも防御能力を有することが確認された。

## 採用

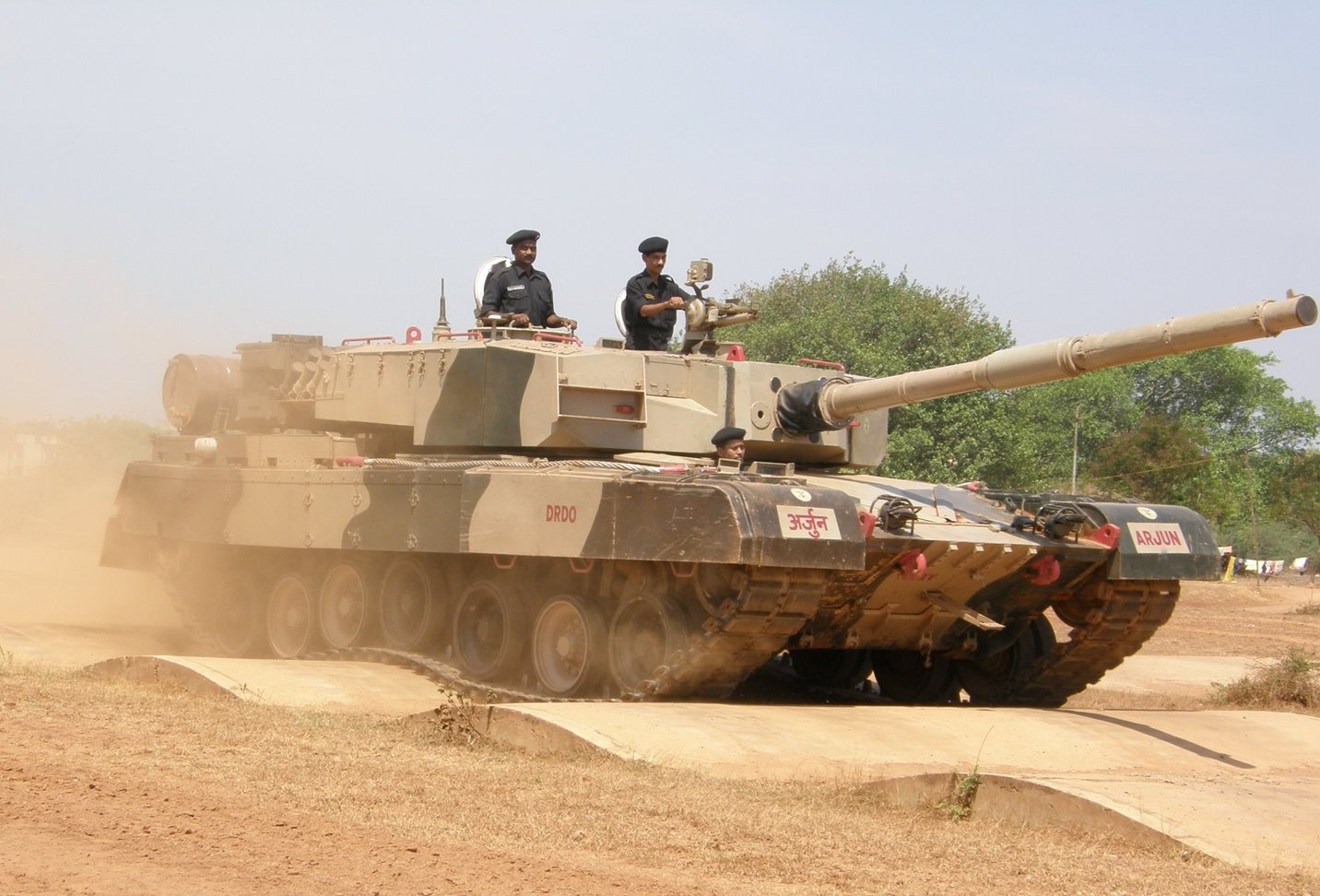
砂漠で試験走行中のアージュンMk-I

2000年にアージュンは124輌の生産が決まっていたが、ラージャスターン州にある過酷な砂漠での試験でのトラブルが解消できず、なかなか量産されずいた中、2000年にインド陸軍は、T-90Sの購入およびノックダウン生産契約をロシアと結んで、主力戦車として採用し 2006年にはライセンス生産契約をロシアと結んだ。
2007年には、アージュンは過酷な砂漠での試験でトラブル等は改善され、インド陸軍はアージュンのパフォーマンスに満足し第三者審査（国際的に評判が高い戦車製造業者）によって厳格な試験および評価を行った。 広範な評価の結果、アージュンがインドの砂漠に適して非常に良好な機動性と火力の特性を持つ優れた戦車であることを確認された。
2010年3月から4月にかけて今後の調達方針を決定するため、T-90Sとアージュンの比較試験が行われた。比較試験において、アージュンはT-90Sに勝り、2010年5月17日、インド政府とDRDOは、アージュン Mk-Iを さらに124輌追加発注することを決定した。これでアージュン Mk-Iの合計生産数は248輌となる予定である。さらにアージュン Mk-Iの改良発展型であるアージュン Mk-2の開発も決った。これは将来、戦車（後述）が完成するまでの間、アージュンの生産ラインを維持するためと推測されている。一説には、DRDOは1,000輌のアージュンの生産を目標としているとされる。
2021年現在、最新型のアージュン Mk-IAが配備中。

## 運用
アージュンは開発当初からパキスタン国境のラージャスターン州にある砂漠地帯で運用を想定している。現在 アージュンMk-Iは、第43機甲連隊と第75機甲連隊に配備されている。
戦車輸送にアージュン用のトランスポーターも開発されており、陸路輸送では、鉄道や大型トレーラーを使い、インド空軍の軍用大型長距離輸送機C-17 グローブマスターIIIを使い空輸もできる。また、渡れない橋は、戦車橋を使う。

## アージュン Mk-IA
アージュン Mk-Iの改良型。2021年2月14日にインド陸軍に納入された。Mk-Iとの違いは、砲塔形状と、砲塔上の重機関銃にRWS（リモート・ウェポン・システム）を採用。

## アージュン Mk-II

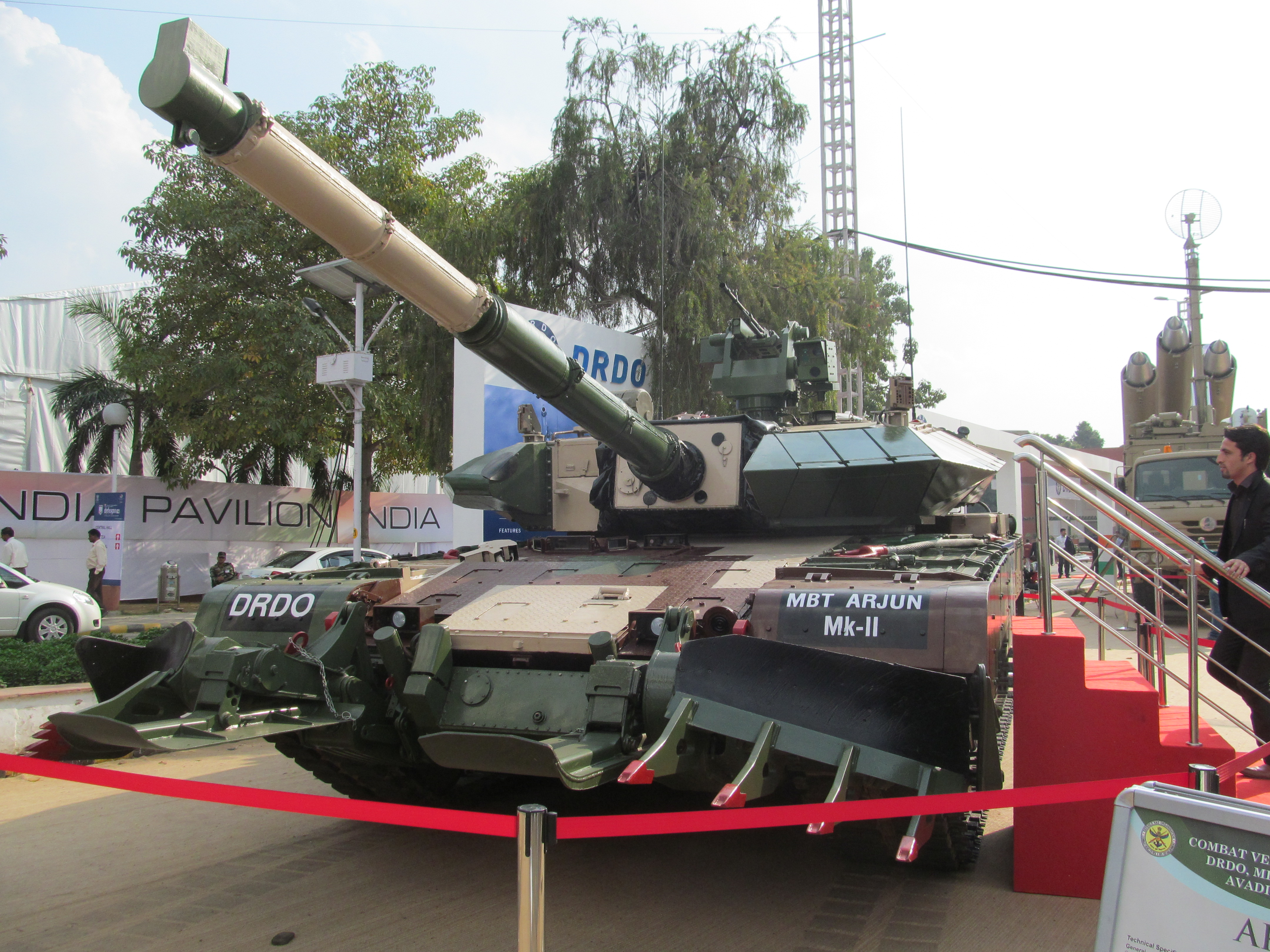
国防展覧会「Defexpo 2014」、アージュン Mk-II試作車

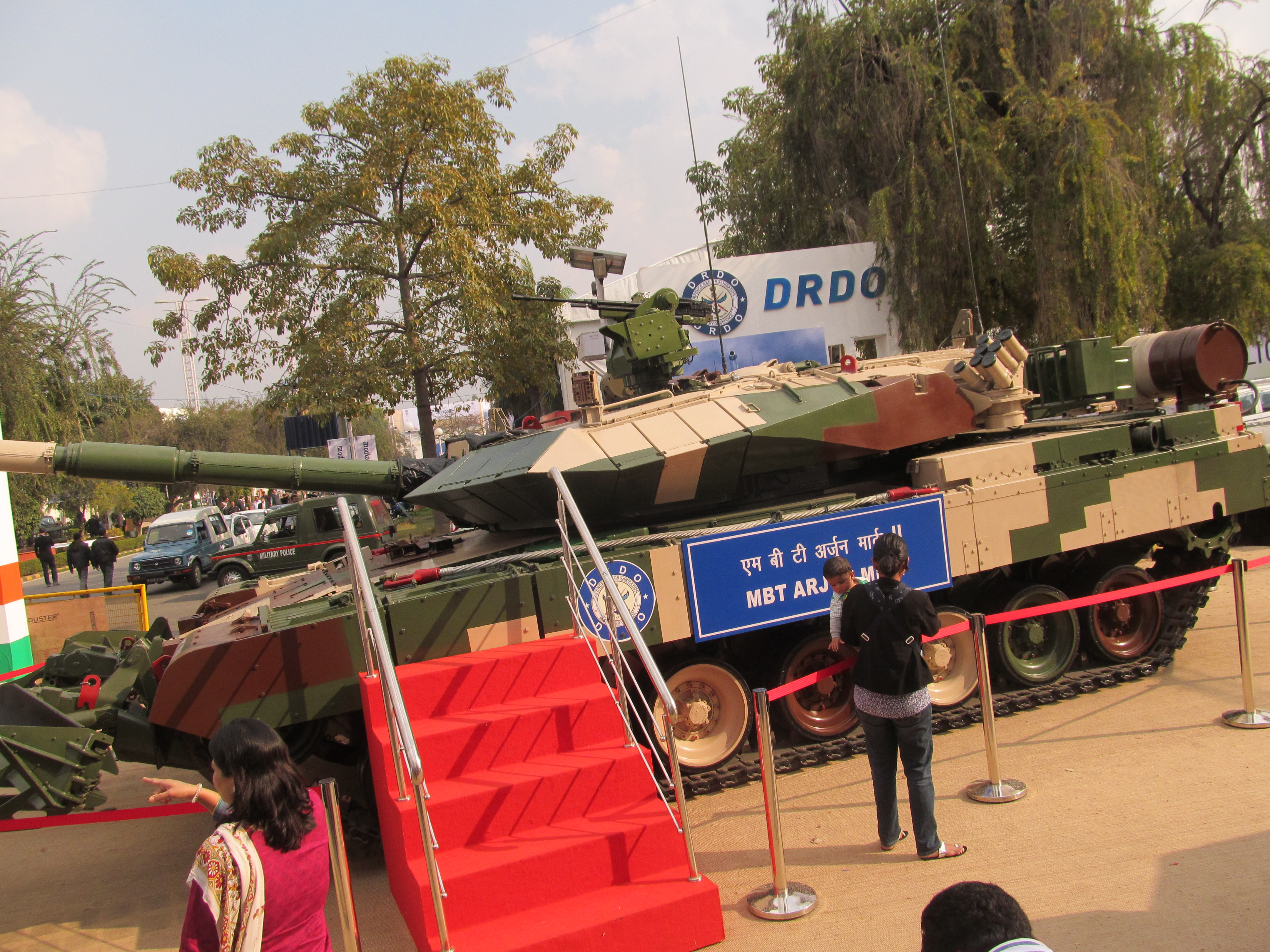
アージュン Mk.IIの側面

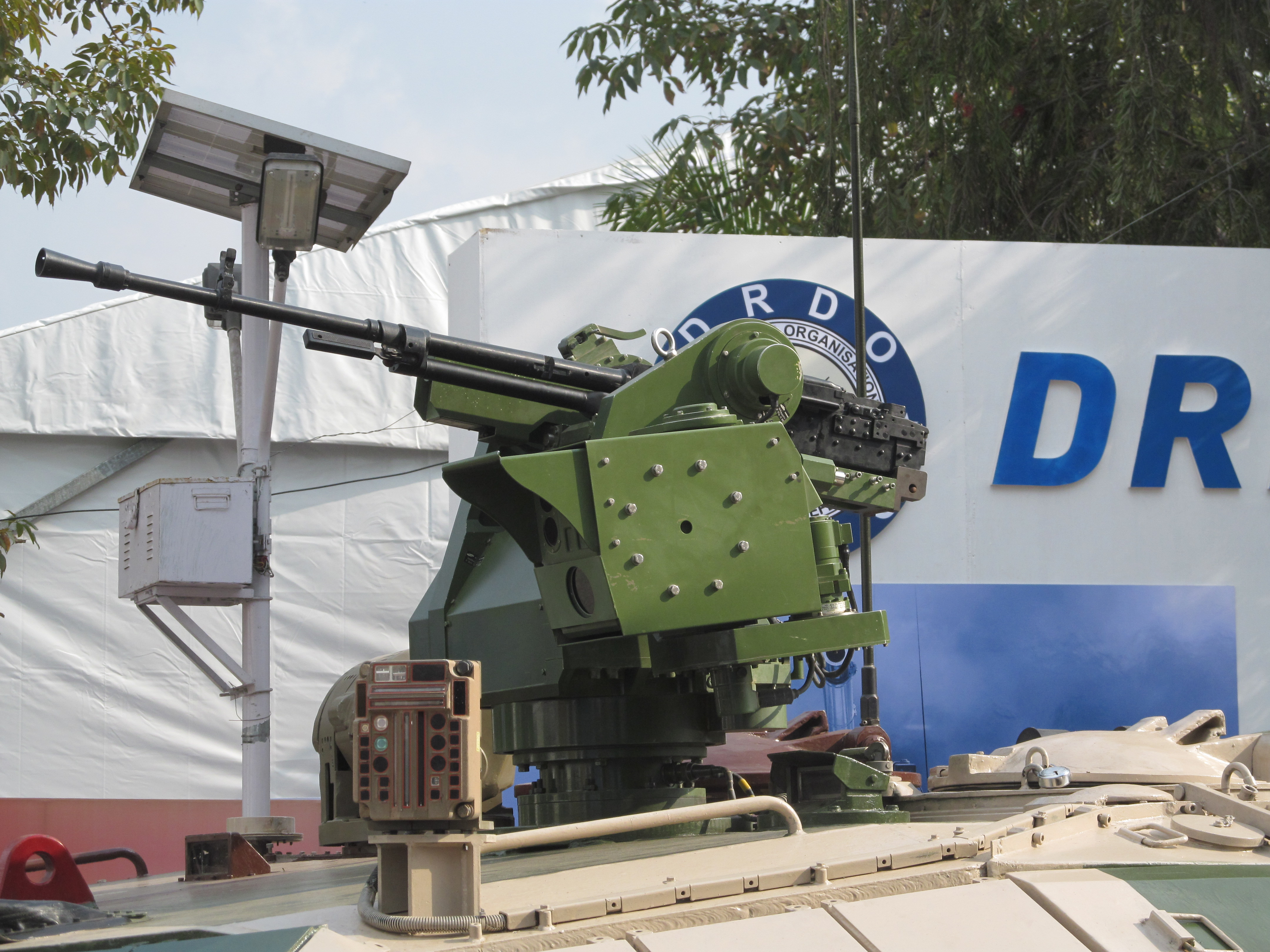
アージュン Mk-IIのRWS

2014年2月6日～9日にインドの首都ニューデリーで開催された国防展覧会「Defexpo 2014」において、アージュン Mk-IIの試作車（プロトタイプ）が公開された。
アージュンMk-IIのアップデートは89箇所に及ぶが主なものは以下のとおりである。
- 砲塔へのDRDO製爆発反応装甲の装着
- C4ISRシステム搭載
- イスラエルのエルビット・システムズ社製レーザー警告装置を砲塔周辺に四ヵ所設置
- 遠隔操作式の無人銃架・砲塔の搭載 、81mm発煙弾発射機を装着
- 最大射程8kmのLAHAT砲発射対戦車ミサイルMの運用能力を付与
- FCSの改良
- 砲塔右側に新しくパノラマサイトを設置
- 動目標追尾装置と新型航法システムの搭載

等である。
主武装は、断熱材（サーマルジャケット）、排気装置（エバキュエーター）と砲口照準器が追加された55口径120 mmライフル砲を装備。FCSを改良。砲塔上面右側に車長用の新型パノラマサイト（レーザーレンジファインダー（LRF）、熱画像（TI）方式暗視装置付き）を設置。自動目標追尾装置の搭載。「ハンターキラー」能力あり。LAHATミサイルの発射能力あり。
副武装は、主砲同軸機銃として7.62mm機関銃、RWSとして砲塔上面に12.7 mm重機関銃を装備。対ヘリコプター攻撃能力あり。
防御は、砲塔正面の防盾部分を除く砲塔前面両側および砲塔側面に、爆発反応装甲を装備。砲塔の上面の四隅には、エルビットシステムズ社が開発したレーザー光線を用いた警戒および戦闘システム（ALWACS）を搭載。砲塔尾部の両側にT-72M1/T-90Sと同じ81 mm発煙弾発射機を装備。砲塔バスル上面にブローオフパネルを、砲塔バスルと戦闘室の間に隔壁を追加。
車体前面には地雷除去用の鋤（マインプラウ）を装備可能。他に、新型航法装置、デジタル制御ハーネス、補助動力装置（APU）搭載。新型最終減速機（ファイナルドライブ）、新型履帯、新型スプロケット装備。
インド陸軍はアージュン Mk-IIを約250輌配備する見込み。

## 派生車種

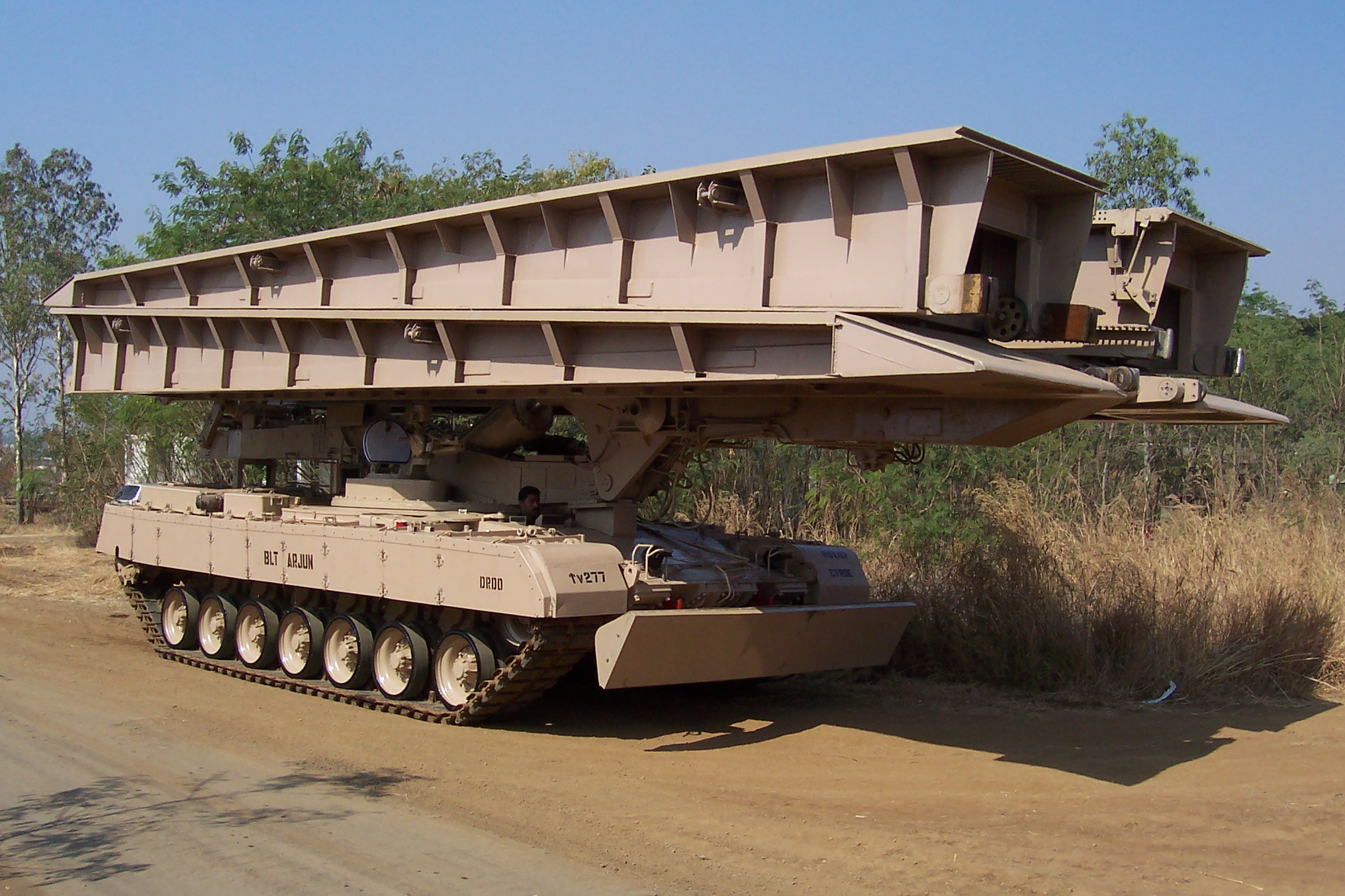
アージュン架橋戦車
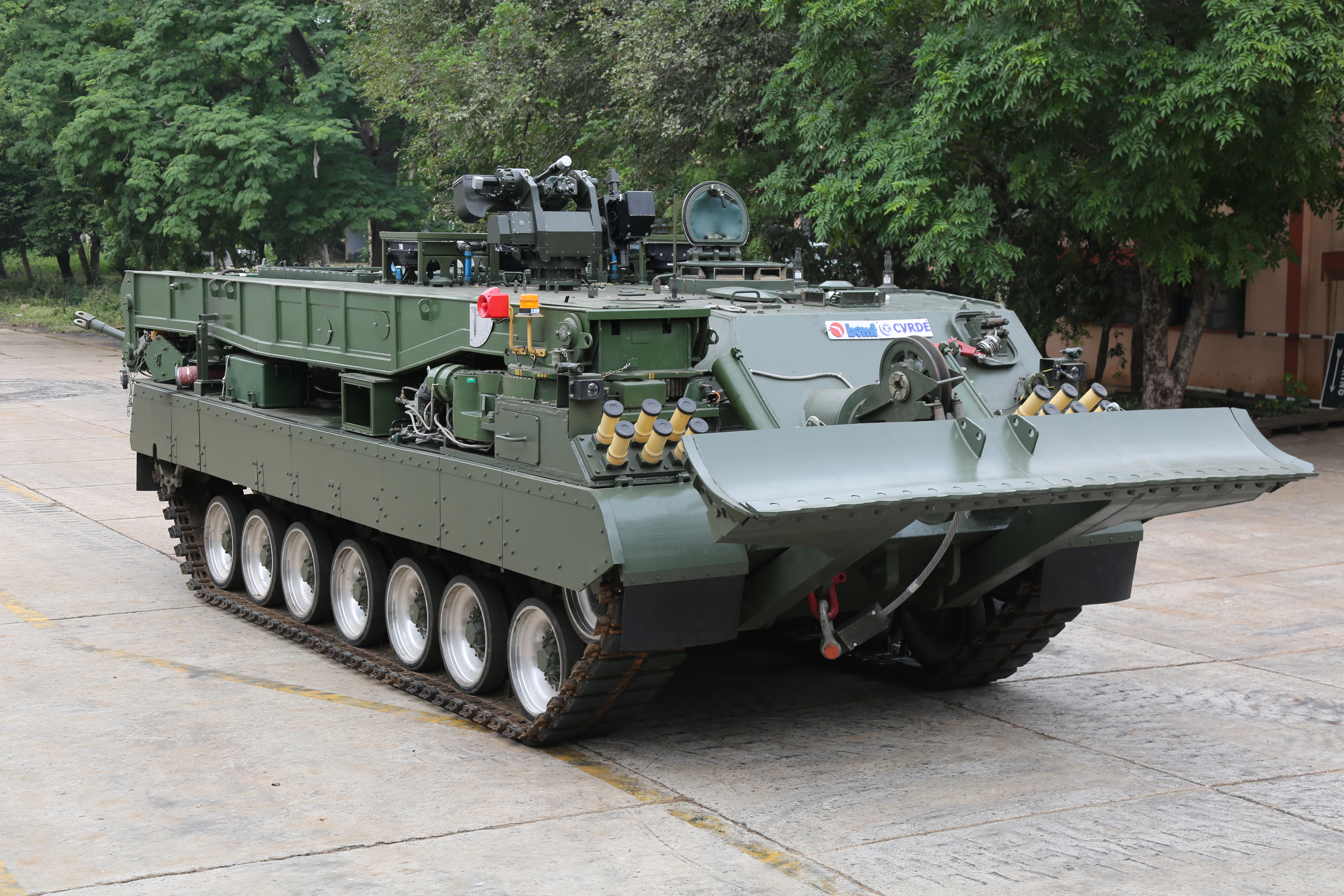
アージュンARRV

EXタンク
DRDOによって開発された戦車で、「カルナ」（カルナは同じくマハーバーラタの登場人物で、アージュン（アルジュナ）の宿敵）の名称が与えられている。2002年に試作車が公開され、少なくとも2輌が生産されたとされる。2008年1月23日に首都ニューデリーで行われた軍事パレードでは、EXタンクと思われる2輌の戦車が参加した。
EXタンクは、インド陸軍の保有するT-72 M1の車体（操縦席は車体中央、転輪は6個、エンジンはT-90Sと同じV-92-S2 V型12気筒液冷ターボチャージド・ディーゼルエンジン（出力1,000hp）に強化）にアージュンの砲塔に類似した改良型砲塔（砲塔および防盾の前面に緩やかな楔状の傾斜がつけられている）を搭載した戦車である。主武装はインド国産の55口径120mmライフル砲（イスラエル製LAHAT対戦車ミサイルも発射可能）。副武装は主砲同軸に7.62mm機関銃Tk715を1挺、砲塔上面に対空用の12.7 mm重機関銃HCBを1挺。重量47トン。路上最大速度60 km/h。路上航続距離480km。主砲弾搭載数32発。
EXタンクはアージュンの改良型というよりも、T-72の近代化改修プランとしての採用を狙った物であり、アージュンが失敗した時の保険という意味合いもあった。しかし、既にT-90Sを採用していたインド陸軍はEXタンクの採用を拒否した。
ビーム自走砲
M-46カタパルトの後継として、アージュンの車体に南アフリカのG5 155mm榴弾砲を搭載した砲塔を装備したビーム自走砲が開発された。量産されるはずだったが、砲塔製造元であるデネル社の贈収賄スキャンダルにより、取引を停止した。なお捜査の結果、デネル社の贈収賄疑惑は解消したが、インド国防省は韓国とインドで共同開発したK9 155mm自走榴弾砲のインド使用であるK9ヴァジーラT（ Vajra-T）を2017年から調達した。
アージュン・カタパルト自走砲
ビーム自走砲の取引停止に伴い、アージュンの車体にM-46カタパルトと同じM-46 130mmカノン砲を搭載した自走砲。DRDOが2015年の試験を進めていた。
アージュン架橋戦車
アージュンMk.1Aの車体に、全長24mのカンチレバー式の戦車橋を搭載した架橋戦車。
アージュンARRV
アージュンの車体を元にした装甲回収車。
- アージュン架橋戦車
- アージュンARRV